# Đuro Đaković Specijalna vozila
Đuro Đaković Specijalna vozila d.d. (ĐĐSV), hrvatska tvrtka za proizvodnju teretnih željezničkih vagona i oklopnih borbenih vozila, član Đuro Đaković Holdinga. Jedini je proizvođač oklopnih borbenih vozila u Hrvatskoj i strateški je partner Ministarstva obrane RH i Hrvatskih oružanih snaga. Sjedište tvrtke i proizvodni kapaciteti nalaze se u Slavonskom Brodu.

## Proizvodni program
Proizvodni program obuhvaća vojni program i program teretnih vagona kao osnovne programe, ali isto tako inženjerijsku opremu te industrijsku kooperaciju u metaloprerađivačkoj industriji, kao dodatne aktivnosti.

## Vanjske poveznice
- Službene stranice  Arhivirana inačica izvorne stranice od 2. siječnja 2016. (Wayback Machine), pristupljeno 14. siječnja 2016. (hrv.)